# 頼印
頼印（らいいん、元亨3年4月14日〈1323年5月19日〉 - 明徳3年4月26日〈1392年5月18日〉）は、南北朝時代の真言宗僧侶。父は不詳。母は藤原道長後胤、榛名山座主三代快忠の女。榛名山座主快尊、忠尊、快承の叔父。関東（鎌倉府）護持僧として活動した。

## 略歴
頼印の伝記である『頼印大僧正行状絵詞』には三条公忠の猶子であったと記されているが、年代的に脚色である可能性が高い。道承・頼仲の門人となり、18歳で出家する。観応3年（1352年）には上野国榛名山の執行であった。この頃榛名山は座主である快承は南朝方、執行職頼印は北朝方に属し争い倉渕村石上にて快承を破り以降榛名山を掌握した。後に上野から召されて鎌倉の鶴岡八幡宮の僧職（鶴岡二十五坊）に補任されて、歴代鎌倉公方に仕えて側近として活躍した。特に足利氏満の信任が厚く、『頼印大僧正行状絵詞』によれば、小山義政の乱の際には乱鎮圧のための祈祷を行った他、氏満の依頼を受けて上杉朝宗に対して小山義政討伐軍の大将就任の説得を行ったという。また、氏満が将軍足利義満の意向を無視して義政を攻め滅ぼす命令を出した際には、命令に躊躇する上杉朝宗・木戸法季の両大将を説得する策を氏満に授けたのも頼印であったという。
その後ろ盾によって、貞治2年（1363年）に法印、応安元年（1368年）に鶴岡八幡宮社家執事、応安4年（1371年）に榛名山座主を歴任した。更に永徳元年（1381年）には在鎌倉のまま東寺二長者に任じられ至徳3年（1386年）まで務めた。嘉慶2年7月12日（1388年8月14日）には僧正に補任された（広橋家文書所収同日付宣旨案）。明徳元年（1390年）に作成された彼の譲状には「前大僧正」と署名されており、嘉慶2年以後に大僧正になったとみられている。